# لوکا سیچارلی
لوکا سیچارلی (انگلیسی: Luca Ceccarelli؛ زادهٔ ۲۴ مارس ۱۹۸۳) یک بازیکن فوتبال اهل ایتالیا است.
از باشگاه‌هایی که در آن بازی کرده‌است می‌توان به پادوا، بولونیا و چزنا اشاره کرد.